# Caponina notabilis
Caponina notabilis (лат.) — вид мелких пауков, обитающих в Аргентине (Chaco, Cordoba, Buenos Aires), Бразилии (Paraná, Santa Catarina, Rio Grande do Sul) и Уругвае. Длина самцов 3,71 мм (самки крупнее — до 4,39 мм). Вид Caponina notabilis был впервые описан в 1939 году бразильским зоологом академиком Кандидо Фирмино де Мелло-Лейтао (Cândido Firmino de Mello-Leitão, 1886—1948, основателем арахнологии в Южной Америке) под первоначальным названием Bruchnops notabilis Mello-Leitão, 1939. Caponina notabilis включён в состав рода Caponina Simon, 1891 вместе с Caponina alegre, Caponina cajabamba, Caponina chilensis, Caponina chinacota и другими видами.